# Hartley Coleridge

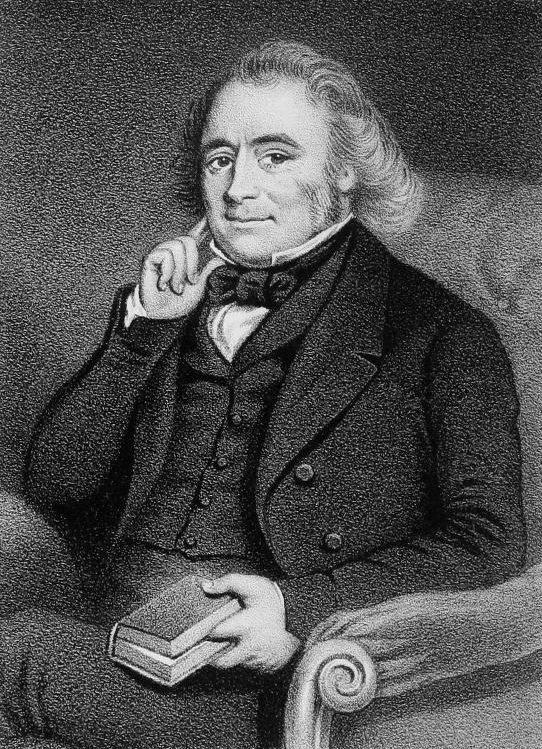
Hartley Coleridge

David Hartley Coleridge (* 19. September 1796 in Clevedon, Somerset; † 6. Januar 1849 in Rydal, Cumbria) war ein englischer Schriftsteller. Er war der älteste Sohn des Poeten Samuel Taylor Coleridge. Bekannt wurde er durch sein unvollendetes Werk Prometheus und seine Sonette, welche in Essays and Marginalia und Poems 1851 zusammengefasst wurden.
Darüber hinaus schrieb er Biographien über Personen aus Yorkshire und Lancashire, welche unter den Namen Biographia Borealis (1833) und Worthies of Yorkshire and Lancashire (1836) veröffentlicht wurden.

## Leben und Wirken

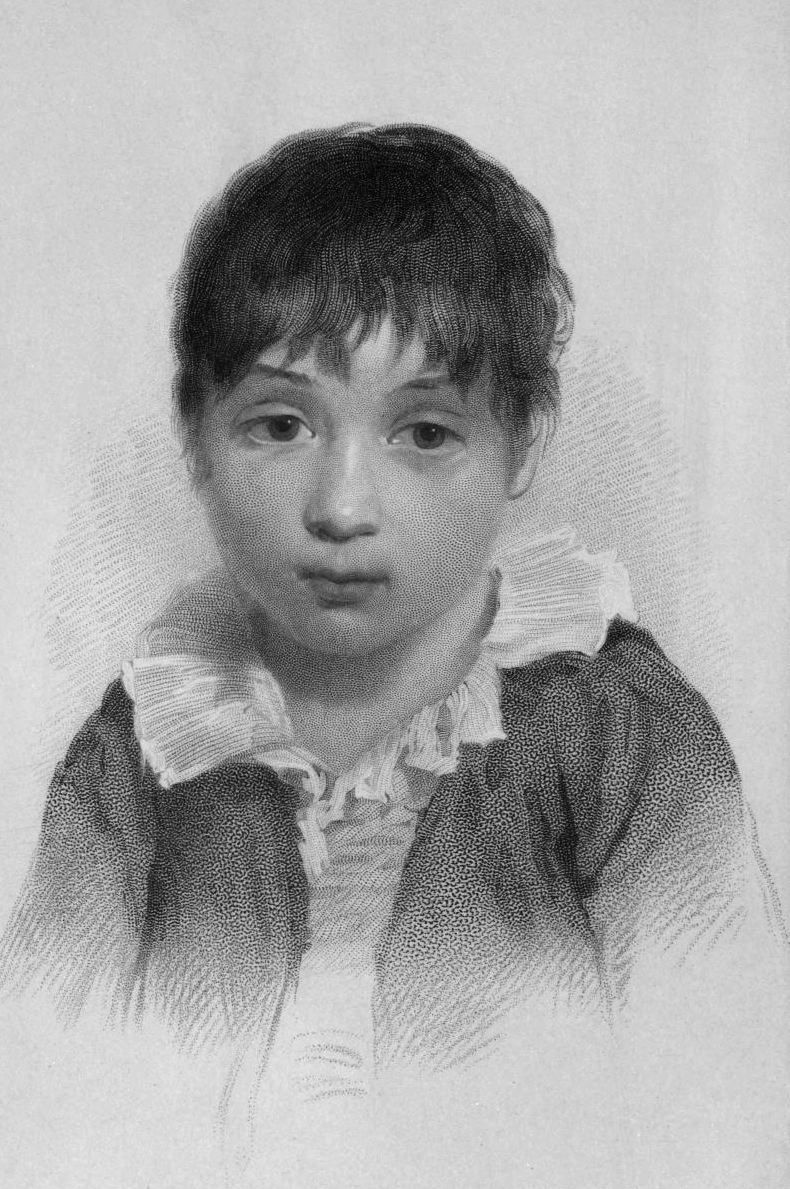
Hartley Coleridge mit 10 Jahren

Coleridge wurde 1796 als ältestes Kind des Dichters Samuel Taylor Coleridge und dessen Frau Sarah geb. Fricker in Clevedon geboren, einem Dorf in der Nähe von Bristol, aus dem seine Mutter stammte. Seinen ersten Vornamen David wählten sie in Gedenken an den Philosophen David Hartley. Samuel Taylor Coleridge verfasste zwei Sonette auf die Geburt seines Sohnes und erwähnte ihn in mehreren seiner Gedichte, wie in den 1798 verfassten Werken Frost at Midnight und The Nightingale. Bereits in ihnen formulierte er Erwartungen an die Zukunft seines Sohns. Auch das Gedicht To H.C. six years old (1802) von William Wordsworth, der mit Hartleys Vater befreundet war, richtete sich an den Jungen.
Nach Hartley kamen seine Geschwister Berkeley (1798–1799), Derwent (1800–1883) und Sara (1802–1852) zur Welt. 1800 zog die Familie in die Nähe des Lake Districts, wo Hartley, abgesehen von einem Londonaufenthalt im Jahr 1807, fortan lebte. Die Ehe seiner Eltern verlief unglücklich, bis sie sich schließlich 1808 trennten. Hartley Coleridge wuchs hauptsächlich bei dem Ehemann der Schwester seiner Mutter, dem Poeten Robert Southey, auf Greta Hall in Keswick auf. Er besuchte gemeinsam mit seinem Bruder Derwent eine Schule in Ambleside und erhielt Unterricht bei Rev. John Dawes. In dieser Zeit lernte er einen lebenslangen Freund, den schottischen Philosophen und Autor John Wilson (1785–1854), kennen und pflegte Kontakte zu William Wordsworth und dessen Familie.
Ab 1815 besuchte Coleridge das Merton College in Oxford. Er nahm mehrfach am Wettbewerb der Oxford-Studenten um den Newdigate Prize für das beste englischsprachige Gedicht teil, erreichte dieses Ziel jedoch nie. Nach eigenen Aussagen führte 1816 die Frustration aus einer derartigen Niederlage dazu, dass er sich verstärkt dem Alkohol zuwandte und eine Abhängigkeit entwickelte, mit der er für den Rest seines Lebens kämpfte. 1818 erlangte Coleridge seinen Abschluss in literis humanioribus mit der zweitbesten Bewertung (ähnlich magna cum laude). Im Folgejahr bekam er ein Stipendium für das Oriel College. Sein Lebenswandel erregte jedoch den Unwillen der Universitätsleitung. Er fehlte häufig beim Gottesdienst, rauchte und kam regelmäßig betrunken nach Hause. Mit einer Größe von nur ca. 5 Fuß, dicken schwarzen Augenbrauen und Bart erschien er seinen Zeitgenossen äußerlich benachteiligt, durch seinen Intellekt und Wortgewandtheit war er jedoch ein beliebter Gast auf Partys. Letztlich verlor er das Stipendium nach Ablauf eines Probejahrs wieder, hauptsächlich auf Grund seines übermäßigen Alkoholkonsums. Trotz der Fürsprache seines Vaters, der unter anderem einen Brief an den Provost von Oriel schrieb, blieb es bei dieser Entscheidung. Zwar wurde Coleridge nicht offiziell angeklagt und erhielt eine Entschädigung von 300 Pfund, er kam jedoch laut seinen Biographen nie über diesen Misserfolg hinweg.
Nach diesem abrupten Ende seiner Universitätslaufbahn ging Coleridge 1820 nach London, wo er als Autor mit seinen ersten Sonetten in der Literatur- und Kunstzeitschrift The London Magazine debütierte. In dieser Zeit entstand auch sein unvollendet gebliebenes lyrisches Drama Prometheus, das bei seinem Vater auf großes Interesse stieß. Zwei Jahre später kehrte er aus London nach Cumbria zurück und begann in Clappersgate und anschließend an der früher von ihm selbst besuchten Schule in Ambleside als Lehrer zu arbeiten, was jedoch nicht seinen Interessen und Fähigkeiten entsprach. Nach vier bis fünf Jahren gab er die Stelle auf und lebte bis zu seinem Tod im Lake District. Von 1820 bis 1831 veröffentlichte er Gedichte im Blackwood’s Magazine. 1830 schloss er einen Vertrag mit dem Verleger F. E. Bingley aus Leeds über eine Sammlung von Biografien bekannter Personen aus Yorkshire und Lancashire. Insgesamt erschienen drei Ausgaben mit insgesamt 13 Biografien. Dann endete die Reihe vorzeitig, da Bingley bankrottging. Die Biografien wurden drei Jahre danach als Biographia Borealis in einem Buch erneut aufgelegt und später unter dem Titel Worthies of Yorkshire and Lancashire bekannt. Darüber hinaus brachte Bingley 1833 auch einen Gedichtband von Hartley Coleridge mit dem Namen Poems: Vol. I. heraus. Coleridge wohnte bis zu dessen Bankrott im Haus seines Verlegers. 1837 und 1838 lehrte er kurzzeitig an einer Grundschule in Sedbergh. 1839 veröffentlichte er eine Werksammlung von Philip Massinger und John Ford mit von ihm verfassten Biografien als Einleitung.

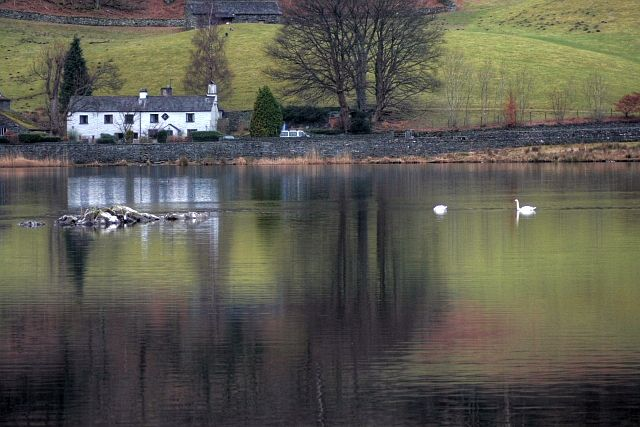
Das Nab Cottage am Rydal Water in Rydal, wo Coleridge seine letzten Lebensjahre verbrachte

Seinen letzten Lebensabschnitt verbrachte Coleridge zunächst zurückgezogen in Grasmere. Abgesehen von seinen Versuchen, als Lehrer tätig zu sein, blieb er finanziell von seinen Verwandten und Freunden abhängig und heiratete daher nie. Ab 1840 wohnte er als Nachbar von Williams Wordsworth im Nab Cottage in Rydal, wo er sich Studien und Wanderungen widmete. Im Dezember 1848 erkrankte er schwer an Bronchitis und starb schließlich im Monat darauf. Er wurde auf dem St Oswald’s Churchyard in Grasmere begraben. Sein Bruder Derwent Coleridge, ebenfalls ein Autor und Gelehrter, veröffentlichte 1851 Gedichte und Essays aus Hartley Coleridges Alterswerk, die er mit biografischen Informationen versah.

## Rezeption
Zeitgenössische Kritiker bewerteten das Werk von Hartley Coleridge zumeist wohlwollend, stuften es jedoch nicht als herausragend ein. So urteilte Richard Garnett im Dictionary of National Biography, Hartleys Arbeiten seien höchst elegant und symmetrisch, jedoch nicht kraftvoll genug, um die Leser zu beeindrucken und in Erinnerung zu bleiben. Seine Gedichte seien voller eleganter Schönheit, aber fast alle blieben unter dem Niveau hoher Poesie („below the level of high poetry“). Das Fragment Prometheus sei zwar beeindruckend, aber unter dem Einfluss von Shelley entstanden. Garnett lobte dagegen die Sonette, sie seien nahezu perfekt und Coleridge ein Meister dieser literarischen Form. Auch Coleridges Kritiken und Essays hob er positiv hervor, letztere wären humorvoll und erinnerten ihn an Charles Lamb. Coleridges Marginalien dagegen seien zwar weitschweifend wie die seines Vaters und manchmal fast so scharfsinnig, aber hätten nicht deren Gewicht und Prägnanz.
Im The Cambridge History of English and American Literature wird Coleridge im Abschnitt The Romantic Revival bei den Lesser Poets aufgeführt. Auch hier werden seine Kritiken und Sonette gelobt (insbesondere seine Shakespeare- und Homer-Sonette sowie Prayer). Hartley Coleridges Werke würden jedoch nur an die seines Vaters vor 1796 erinnern und nicht an diejenigen heranreichen, die nach der Geburt seines ersten Kindes entstanden. Prometheus hätte nach Meinung des Kritikers bei Vollendung ein gutes Werk werden können, würde aber auch dann zweifellos nicht an das später von Shelley geschriebene Werk heranreichen, auch wenn es diesem sehr ähnele.
Stanley Kunitz würdigte in der Biografiensammlung British Authors of the 19th Century Hartley Coleridges Fähigkeiten als Kritiker und Verfasser von Marginalien und Sonetten. Seine Stärke liege bei solchen limitierten Literaturformen, seine umfangreicheren Prosastücke und Gedichte seien jedoch diffus und schwerfällig, da ihm die Kraft für fortgesetzte Anstrengungen fehle. Er habe das meiste vom Genie seines Vaters, aber auch die meisten seiner Schwächen geerbt.

## Werke (Auswahl)
- Biographia borealis; or, Lives of distinguished Northerns. Whitaker, Treacher and Co und F. E. Bingley, London/Leeds 1833 (archive.org).
- Poems: Vol. I. F. E. Bingley; and Baldwin and Cradock, London 1833 (archive.org).
- als Herausgeber: The dramatic works of Massinger and Ford. E. Moxon, London 1839.
- Poems. herausgegeben von Derwent Coleridge, E. Moxon, London 1851 (archive.org).
- Essays and marginalia. herausgegeben von Derwent Coleridge, E. Moxon, London 1851 (archive.org).
- Letters of Hartley Coleridge. Oxford university press, H. Milford, London 1936.